# Mirjana Lučić-Baroni
Mirjana Lučić-Baroni, född 9 mars 1982 i Dortmund, Tyskland (dåvarande Västtyskland), är en kroatisk högerhänt professionell tennisspelare.

## Tenniskarriären
Mirjana Lučić-Baroni blev professionell spelare på WTA-touren i april 1997 och har till och med säsongen 2007 vunnit 2 tourtitlar i vardera singel och dubbel. Hon har dessutom vunnit 1 singel- och 1 dubbeltitel i ITF-arrangerade turneringar. Som bäst rankades hon som nummer 32 i singel (maj 1998) och som nummer 19 i dubbel (oktober 1998). Hon har spelat in $ 846 640 i prispengar. Lučić-Baroni är känd för sitt unika sätt att returnera servar. Hon placerar sig på bakplan närmare servelinjen än baslinjen (för definitioner se artikeln tennis) och möter därmed bollen extremt tidigt.
Båda sina WTA-singeltitlar vann Lučić-Baroni på grus i Bol i Kroatien 1997 och 1998. Hon finalbesegrade båda gångerna Corina Morariu. Segern 1997 vann hon i sin allra första WTA-turnering, veckan efter det att hon blivit proffs. I Grand Slam-turneringar har hon som bäst nått semifinal i Wimbledonmästerskapen (1999). Hon förlorade där mot Steffi Graf. Dessförinnan, i tredje omgången, besegrade hon Monica Seles.
I januari 1998 spelade hon sin första dubbelturnering, som var i Australiska öppna. Tillsammans med Martina Hingis nådde hon finalen där de besegrade Natasha Zvereva/Lindsay Davenport med siffrorna 6–4, 2–6, 6–3. Lučić-Baroni blev därmed den yngsta spelaren (15 år och 10 månader) som vunnit en titel i den turneringen. De upprepade sin seger månaden därpå i Tokyo med seger över samma dubbelpar. Senare under säsongen nådde hon mixed-dubbelfinal i Wimbledon tillsammans med Mahesh Bhupathi, en final som de dock förlorade.
Efter säsongen 1999 var Mirjana Lučić-Baroni drabbad av personliga motgångar och kunde bara sporadiskt spela tennis. Enligt Sydney Morning Herald (24 juni 2007) har hon bland annat varit indragen i en rättsprocess mot sin far som sägs har utnyttjat henne fysiskt. Hon har även anklagat sin spelagent för försök att sabotera hennes karriär. Både fadern och agenten har nekat till anklagelserna.
Sedan några år är Lučić-Baroni bosatt i Florida, USA.

## Grand Slam-titlar
- Australiska öppna
  - Dubbel – 1998 (med Martina Hingis)